# Mordella waterhousei
Mordella waterhousei es una especie de coleóptero de la familia Mordellidae.

## Distribución geográfica
Habita en ekl sur de (Australia).